# 尊王攘夷
尊王攘夷（そんのうじょうい、尊皇攘夷）とは、天皇を尊び外敵を斥けようとする思想である。江戸時代末期（幕末）の水戸学や国学に影響を受け、維新期に昂揚した政治スローガンを指している。

## 概要
国家存在の根拠としての尊王思想と、侵掠者に対抗する攘夷思想が結びついたものである。「王を尊び、夷を攘う（はらう）」の意。古代中国の春秋時代において、周王朝の天子を尊び、領内へ侵入する夷狄（中華思想における異民族。ここでは南方の楚を指す）を打ち払うという意味で、覇者が用いた標語を国学者が輸入して流用したものである。斉の桓公は周室への礼を失せず、諸侯を一致団結させ、楚に代表される夷狄を討伐した。その後、尊王攘夷を主に唱えたのは、宋学の儒学者たちであった。周の天子を「王」のモデルとしていたことから、元々「尊王」と書いた。
日本でも鎌倉時代、室町時代は天皇を王と称する用例も珍しくなかったが、江戸時代における名分論の徹底により、幕末には「尊皇」に置き換えて用いることが多くなった。
なお幕末期における「尊王攘夷」という言葉の用例は、水戸藩の藩校弘道館の教育理念を示した徳川斉昭の弘道館記によるものがもっとも早く、少なくとも幕末に流布した「尊王攘夷」の出典はここに求められる。弘道館記の実質的な起草者は、藤田東湖であり、東湖の『弘道館記述義』によって弘道館記の解説がなされている。幕末尊王攘夷論は、水戸学による影響が大きい。
幕末期においては、『日本外史』が一般に流布し、当時尊王論や大義名分論が普及する一助になった。

### 尊王論
皇室を神聖なものとして尊敬することを主張した思想。

### 攘夷論
江戸幕府が、オランダや朝鮮を除いて鎖国政策を続け、その鎖国下で封建的な支配を続けていた約250年の間に、欧州・米国は各種の根本的な革命を成し遂げていた。
- 1638年、清教徒革命（広義では1638年の主教戦争から1660年の王政復古まで）
- 1688年、権利の章典および名誉革命（1688年 - 1689年）
- 1776年、アメリカ独立宣言
- 1789年、権利章典
- 1789年、フランス革命
- 1793年、フランス人権宣言（人間と市民の権利の宣言）

また、欧米は、大航海時代以降、世界各地に進出し、支配領域を拡大し、さらに帝国主義の波に乗ってアフリカ・アジアに進出し、植民地化を行った。欧米列強は東アジア各国にとって脅威となっていた。
1840年（天保11年）、清国はイギリスと戦争（アヘン戦争）となり、香港島を奪われた（1997年〈平成9年〉返還）。
日本でも、北海道でゴローニン事件、九州でフェートン号事件といった摩擦が起こり始め、これらの事態に対応するために、外来者を打ち払って日本を欧米列強から防衛すべしという思想が広まることとなった。こういう侵略拒否・植民地化拒否を目的とする思想が攘夷論である。
また、国内では平田篤胤などによる国学の普及にともなって民族意識がとみに高まっていた時代でもあった。
1853年（嘉永6年）、米国の東インド艦隊司令長官マシュー・ペリーが黒船で来航した際には、「泰平の眠りを覚ます上喜撰たつた四杯で夜も眠れず」という狂歌が詠まれた。
このペリーの黒船来航による外圧にどう対応すべきであるかという問題を江戸幕府（老中・阿部正弘）が諸藩に諮問したことから日本各地で幕末の尊王攘夷運動が本格的に発生し始める。
1854年（嘉永7年）、それまでの異国船無二念打払令（1825年〈文政8年〉）に取って代わり、下田と箱館を開港地とする日米和親条約などの和親条約が米英露と締結される。この和親条約により、日本は諸外国に薪水、食料、石炭、その他の便宜を与えることとなる。
その後、安政の大獄・公武合体運動・和宮降嫁・第一次長州征伐・長幕戦争に見られるように、江戸幕府は弾圧と懐柔により、諸藩を鎖国下に置いたまま、1858年（安政5年）の不平等条約（「安政五カ国条約」）による5港の屈服開港を京都朝廷と諸藩に承諾させようとし続けることになる。この5港は、下田 → 神奈川（横浜）、箱館、長崎、兵庫（神戸）、新潟であり、いずれも不平等条約による本格的な交易のための開港地であった。
このような幕府に対して、根本的な幕政改革を要求する薩摩藩や、諸藩連合による新たな全国統治を画策しつつ全面的な開国による攘夷を要求する長州藩が朝廷政治と幕政の両方に大きな影響力を持つ存在となっていった（和宮降稼に協力して京で警護を行ない幕政改革を要求した島津久光、幕政の主導権を握ろうとして四賢候会議を企画・周旋した小松帯刀（小松清廉）・西郷吉之助（西郷隆盛）・大久保一蔵（大久保利通）、1858年（安政5年）の時点で欧米への留学を希望していた吉田寅次郞（吉田松陰）・桂小五郎（木戸孝允）、1861年（文久元年）に建白によって航海遠略策を幕府に認めさせた長井雅楽、京都朝廷と諸藩への周旋活動を行ない続けた、久坂義助（久坂玄瑞）など）。
ところが、幕府側の度重なる弾圧によって尊王攘夷の志士たちの京都朝廷への影響力が小さくなっていた1865年（慶応元年）、それまで一貫して安政の不平等条約への勅許を拒否し続けていた孝明天皇が勅許を与え、「即今攘夷」が基本的に不可能となった。この時点で「攘夷」の意味は実質的に「破約攘夷」のみに変わった。即ち、不平等条約撤廃という意味だけになった（この「破約攘夷」のほうは、日露戦争勝利後の1911年〈明治44年〉、明治政府により達成される）。
長州藩の吉田寅次郞（吉田松陰）・桂小五郎（木戸孝允）・長井雅楽、越前藩の松平春嶽、津和野藩の大国隆正らによって、欧米列強の圧力を排するためには一時的に外国と開国してでも国内統一や富国強兵を優先すべきであるとする「大開国・大攘夷」が唱えられた事は、「開国」と「攘夷」という二つの思想の結合をより一層強め、「公議政体論」、「倒幕」という一つの行動目的へと収斂させて行くこととなった。土佐藩の板垣退助が、中岡慎太郎や坂本龍馬らの斡旋や仲介もあり、幕末日本の薩摩と長州という二大地方勢力を中心として諸藩を糾合しつつ明治維新へと向かっていくこととなった。